# Landgång (maträtt)
En landgång är en avlång smörgås. Som bas används formfranska som skivats på längden. En fin landgång består av kantfritt bröd. Som pålägg används till exempel kokt ägg, räkor, ansjovis, skinka, rostbiff (med syltlök eller remouladsås), ost, tomat, gurka, salladsblad. 
SAOB:s första belägg för smörgåsbegreppet landgång är från 1918. I kokböcker från 1920–1930-talen anges den som ett alternativ till finare bjudlunch och den framhålls som funktionell för att den kan förberedas i förväg och är en sammanhållen fin maträtt. Den dekoreras med en blandning av kött-, fisk- och skaldjurspålägg, charkuterier, salladsblad, tomatklyftor och gurkskivor med mera. Dekorationen på en traditionell landgång består av fisk- och skaldjurspålägg i den ena änden och kött, ost och charkuterier i den andra änden. Änden med fisk och skaldjur symboliserar havet och änden med ost, kött och charkuterier symboliserar land. Landgången symboliserar förbindelsen mellan hav och land. Till skillnad från smörgåstårtan så kan det på landgången också finnas inlagd sill i havets ände av landgången. Och i samma ordning som man äter smörgåsbord, börjar man alltid äta landgången i änden med skaldjur, sill och fisk för att sedan avsluta med kött, charkuterier och ost. Landgångens dekor ska vara extravagant och festlig.

## Källhänvisningar
1. ↑  Åkerström, Jenny (1929) [1929]. Prinsessornas kokbok: Husmanskost och helgdagsmat.. Stockholm: Bonnier. Libris 3202788